# Ірвінг Тальберг
Ірвінг Грант Тальберг (англ. Irving Grant Thalberg; 30 травня 1899, Бруклін, Нью-Йорк — 14 вересня 1936, Санта-Моніка) — голлівудський продюсер, прозваний «вундеркіндом Голлівуду» за його здатність розпізнавати вдалі сценарії й зоряний потенціал акторів.
З 1937 року на церемонії вручення «Оскарів» найбільш талановиті продюсери отримують нагороду імені Ірвінга Тальберга.

## Біографія
Тальберг потрапив в Голлівуд як секретар Карла Леммле — засновника студії Universal Pictures. Коли Леммле вирушив в тривалу подорож за кордон, то залишив на чолі студії 21-річного Тальберга.
У 1924 році багатонадійний продюсер перейшов у Metro-Goldwyn-Mayer і випустив тріумфальний фільм «Великий парад».
Конкуренти прозвали MGM часів Тальберга «долиною перезйомок», бо всі сцени, без успіху сприйняті тестовою аудиторією, за наполяганням Тальберга обов'язково перезнімалися. Хоча саме йому зобов'язані своєю кар'єрою багато зірок класичного Голлівуду, сам продюсер волів залишатися в тіні й забороняв згадувати своє ім'я в титрах.
Успіх фільмів Тальберга у прокаті був такий, що засновник студії, Луїс Барт Маєр, змушений був передати кіновиробництво цілком у його руки, залишивши за собою тільки розв'язання фінансових питань.
Значно гірше, ніж у сценаріях і в акторах, Тальберг розбирався в режисерах. Наприклад, в 1922 році незадовго до закінчення знімання фільму «Карусель» він відсторонив від роботи Еріха фон Штрогейма і доручив Руперту Джуліану перезняти більшу частину вже відзнятого матеріалу. Перейшовши на MGM, Тальберг істотно скоротив легендарну «Жадібність» Штрогейма, і згодом кіноісторикам довелося «по крихтах» збирати фотографії, що збереглися (плівка була втрачена) і титри, щоб частково відновити авторську версію. Молодого продюсера найбільше цікавив безпосередній комерційний успіх, а не ті якості, які забезпечують фільму довге життя.

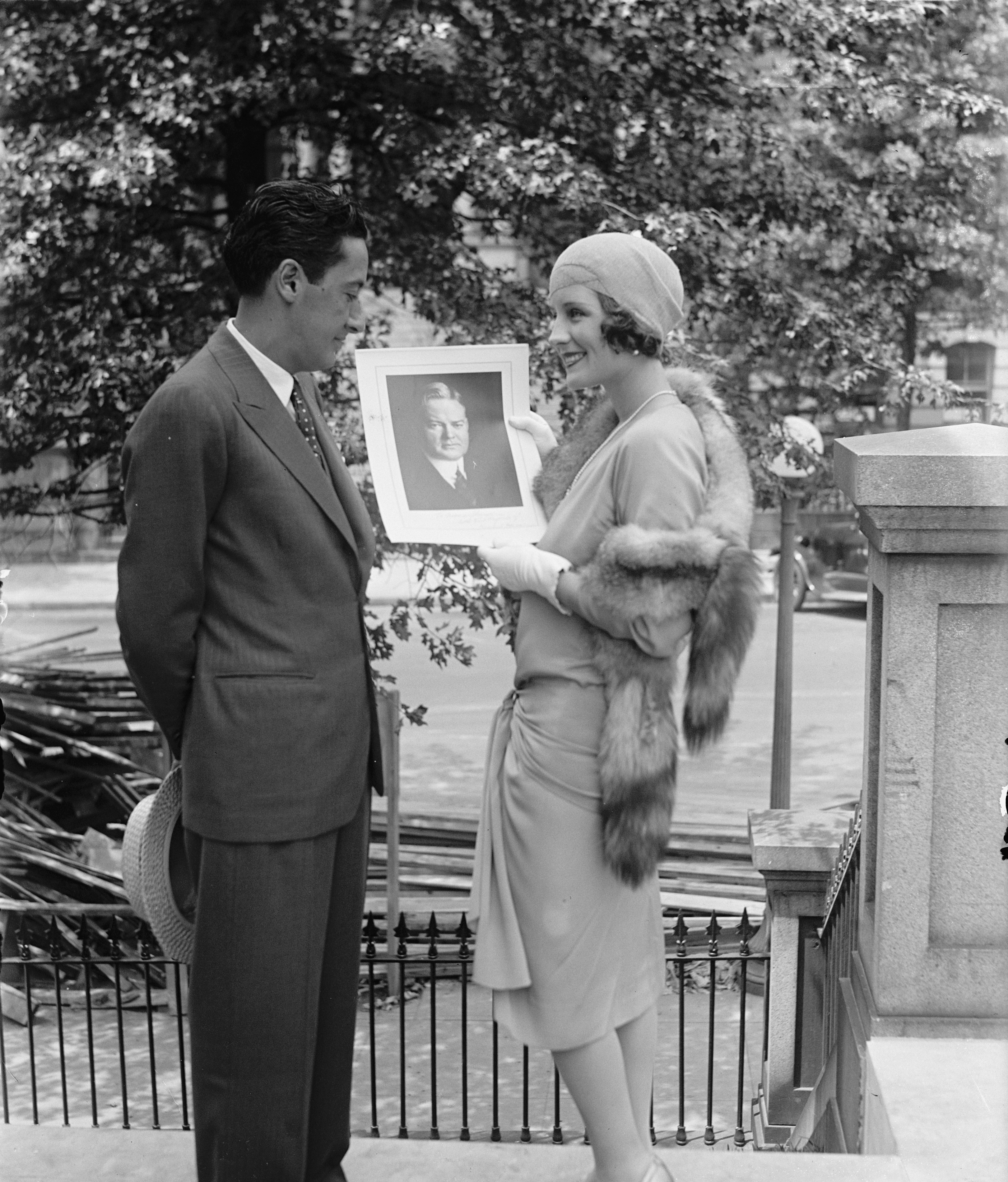
Ірвінг Тальберг і Норма Ширер

У 1927 році Тальберг одружився з кінозіркою Нормою Ширер, яка змінила свою релігію для того, щоб стати ближче до Ірвінга. Через три роки у них народився син, якого також назвали Ірвінгом, а ще через два роки проблеми з серцем змусили його тимчасово відійти від роботи.
За час хвороби Маєр відтіснив молодого конкурента від управління студією, поставивши на його місце свого зятя Девіда Сельцника. Попри це, Тальберг зберігав вірність MGM до 1936 року, коли у нього з'явилися плани створення власної студії. Через рік він помер від пневмонії.